# Nupharo-Nymphaeetum albae
Zespół  „lilii wodnych” (Nupharo-Nymphaeetum albae) – syntakson w randze zespołu z dominacją słodkowodnych makrofitów: grążela żółtego i grzybieni białych. Należy do klasy zespołów Potametea.

## Charakterystyka
Zbiorowisko łatwe do identyfikacji i wyróżniające się walorami estetycznymi ze względu na dominację roślin o dużych i barwnych kwiatach unoszących się na wodzie - grążela żółtego i grzybieni białych. Gatunki charakterystyczne występują w różnym stopniu zmieszania i z różnym pokryciem. Często zbiorowisko ma budowę dwuwarstwową (najczęściej z zanurzoną warstwą z rogatkiem sztywnym). Zespół cechuje się znaczną produkcją biomasy i odgrywa istotną rolę w wypłycaniu zbiorników wodnych.
Występowanie
Europa i północna Azja. W Polsce pospolicie na terenie całego kraju.
Charakterystyczna kombinacja gatunków
ChAss. : grążel żółty Nuphar luteum, grzybienie białe Nymphaea alba.
ChAll. : żabiściek pływający Hydrocharis morsus-ranae, rdestnica pływająca Potamogeton natans, osoka aloesowata Stratiotes aloides.
ChCl., ChO. : jaskier (włosienicznik) krążkolistny Ranunculus circinatus, rogatek sztywny Ceratophyllum demersum, rogatek krótkoszyjkowy C. submersum, moczarka kanadyjska Elodea canadensis, wywłócznik kłosowy Myriophyllum spicatum, wywłócznik okółkowy M. verticillatum, rdestnica ściśniona Potamogeton compressus, rdestnica kędzierzawa Potamogeton crispus, rdestnica połyskująca P. lucens, pływacz zwyczajny Utricularia vulgaris.
Typowe gatunki
Charakterystyczna kombinacja gatunków zbiorowiska ma znaczenie dla diagnostyki syntaksonomicznej, jednak nie wszystkie na nią się składające gatunki występują często. Dominantami są grążel żółty i grzybienie białe występując razem (w ok. 1/3 przypadków) lub osobno. Samodzielnym dominantem częściej jest grążel żółty. Inne częściej występujące gatunki to: rogatek sztywny, rdestnica pływająca, moczarka kanadyjska, wywłócznik kłosowy, jaskier (włosienicznik) krążkolistny i rzęsa trójrowkowa.

## Zagrożenia i ochrona
Zespół występuje w jeziorach eutroficznych będących chronionym siedliskiem przyrodniczym wymagającym wyznaczania obszarów Natura 2000. Występuje także w posiadających ten sam wymóg ochronny starorzeczach. Ponadto gatunki w nim dominujące znajdują się na liście gatunków roślin częściowo chronionych.